# 大阪府道・奈良県道12号堺大和高田線
大阪府道・奈良県道12号 堺大和高田線（おおさかふどう・ならけんどう12ごう さかいやまとたかだせん）は、大阪府堺市から奈良県大和高田市に至る主要地方道（大阪府道・奈良県道）である。通称ヤマタカ線。

## 概要
大阪府堺市堺区の戎島町交差点から柏原市の河内国分駅前を経由して、奈良県の大和高田市に至る主要地方道であるが、国分交差点から終点の大和高田市まで国道165号に重複するため、実質的には堺市と柏原市を連絡する道路である。そのため、奈良県内では奈良県道12号を示す標識は設置されていない。
堺市から柏原市にかけての区間は、この地域の東西交通において重要な路線となっており、日中は交通量が多い。また、松原市の布忍駅付近から羽曳野市の恵我之荘駅付近までの区間と土師ノ里駅周辺は近鉄南大阪線と併走しているため、駅周辺で渋滞することも多い。
沿線住民およびトラックドライバーの間では、「ヤマタカ」、「ヤマタカ線」として親しまれている。

### 路線データ
- 起点：大阪府堺市堺区戎島町4丁（戎島町交差点）
- 終点：奈良県大和高田市今里町（今里交差点）

## 歴史
- 1936年（昭和11年）
  - 4月1日 - 内務省（当時）が指定府県道堺高田線を路線指定。
  - 9月29日 - 大阪府が大阪府道八号「堺市ヨリ奈良県北葛城郡高田町ニ達スル道路」として指定府道堺高田線を認定。
- 1954年（昭和29年）
  - 1月20日 - 建設省（現・国土交通省）が主要地方道堺大和高田線を指定。
  - 6月10日 - 大阪府が主要府道堺大和高田線を認定。
- 1955年（昭和30年）3月1日 - 奈良県が主要県道32号堺大和高田線（1966年に22へ改番）を認定。
- 1984年（昭和59年）3月 - 大阪府道25号に。
- 1993年（平成5年）5月11日 - 建設省から、府県道堺大和高田線が堺大和高田線として主要地方道に再指定される[1]。
- 1994年（平成6年）4月1日 - 路線番号の統一と、隣接する国道25号との区別性から大阪府道25号・奈良県道22号堺大和高田線から大阪府道・奈良県道12号堺大和高田線に改番。もともとの府道12号だった主要地方道伊丹豊中線は兵庫県に合わせて99号に変更されたため空いた12号が再利用された。なお、奈良県道12号は1972年（昭和47年）5月19日まで主要地方道富田林大淀線（現在の大阪府道705号・国道309号・国道370号の各一部）で使われていた。

## 路線状況

### 通称
- 長尾街道
- 堺大和路線（堺市街地）
- やまたか

### 重複区間
- 大阪府道26号大阪狭山線（松原市南新町地先・東新町地先）
- 国道25号（柏原市国分交差点・国分南交差点）
- 国道165号（柏原市国分交差点・今里交差点（終点））

## 地理

### 通過する自治体
- 大阪府
  - 堺市（堺区 - 北区） - 松原市 - 羽曳野市 - 藤井寺市 - 柏原市
- 奈良県
  - 香芝市 - 大和高田市

### 交差する道路
| 交差する道路                                                | 交差する場所 | 交差する場所 | 交差する場所 | 交差する場所                                                                      | 備考                                             |
| ----------------------------------------------------------- | ------------ | ------------ | ------------ | --------------------------------------------------------------------------------- | ------------------------------------------------ |
| 国道26号 大阪府道29号大阪臨海線                             | 大阪府       | 堺市         | 堺区         | 戎島町                                                                            |                                                  |
| 大阪府道30号大阪和泉泉南線                                  | 大阪府       | 堺市         | 堺区         | 北花田口                                                                          |                                                  |
| 大阪府道28号大阪高石線                                      | 大阪府       | 堺市         | 北区         | 長尾町                                                                            |                                                  |
| 大阪府道28号大阪高石線〈ときはま線〉                        | 大阪府       | 堺市         | 北区         | 蔵前町西                                                                          |                                                  |
| 大阪府道192号我堂金岡線                                     | 大阪府       | 堺市         | 北区         | 南花田中央                                                                        |                                                  |
| 大阪府道26号大阪狭山線                                      | 大阪府       | 松原市       | 松原市       | （南新町五丁目）                                                                  |                                                  |
| 大阪府道26号大阪狭山線                                      | 大阪府       | 松原市       | 松原市       | （南新町一丁目）                                                                  |                                                  |
| 国道309号                                                   | 大阪府       | 松原市       | 松原市       | （高見の里四丁目）                                                                | ※国道309号北行と府道12号を接続                   |
| 国道309号                                                   | 大阪府       | 松原市       | 松原市       | （上田四丁目）                                                                    | ※国道309号南行と府道12号を接続                   |
| 大阪府道2号大阪中央環状線                                   | 大阪府       | 松原市       | 松原市       | 西大塚西                                                                          | ※府道2号北行から府道12号へ接続                   |
| 大阪府道2号大阪中央環状線                                   | 大阪府       | 松原市       | 松原市       | 西大塚東                                                                          | ※府道12号から府道2号南行へ接続                   |
| 大阪府道188号郡戸大堀線                                     | 大阪府       | 羽曳野市     | 羽曳野市     | 恵我之荘                                                                          |                                                  |
| 大阪府道191号島泉伊賀線                                     | 大阪府       | 羽曳野市     | 羽曳野市     | 島泉                                                                              |                                                  |
| 大阪府道2号大阪中央環状線（旧道） 大阪府道186号大阪羽曳野線 | 大阪府       | 藤井寺市     | 藤井寺市     | 小山                                                                              |                                                  |
| 西名阪自動車道藤井寺IC                                      | 大阪府       | 藤井寺市     | 藤井寺市     | 藤井寺I.C前                                                                       |                                                  |
| 国道170号〈大阪外環状線〉                                   | 大阪府       | 藤井寺市     | 藤井寺市     | 沢田                                                                              |                                                  |
| 国道170号                                                   | 大阪府       | 藤井寺市     | 藤井寺市     | 土師の里                                                                          |                                                  |
| 大阪府道27号柏原駒ヶ谷千早赤阪線                            | 大阪府       | 柏原市       | 柏原市       | 原川東                                                                            |                                                  |
| 国道25号                                                    | 大阪府       | 柏原市       | 柏原市       | 国分【北緯34度34分03.8秒 東経135度38分10.5秒 / 北緯34.567722度 東経135.636250度】 | ※ここから奈良県大和高田市今里まで国道165号と重複 |
| 西名阪自動車道柏原IC                                        | 大阪府       | 柏原市       | 柏原市       | 柏原I.C前                                                                         |                                                  |
| 奈良県道703号香芝太子線                                     | 奈良県       | 香芝市       | 香芝市       | 穴虫南                                                                            |                                                  |
| 奈良県道204号下田良福寺線                                   | 奈良県       | 香芝市       | 香芝市       | 畑                                                                                |                                                  |
| 国道168号                                                   | 奈良県       | 香芝市       | 香芝市       | 下田                                                                              |                                                  |
| 奈良県道203号上中下田線                                     | 奈良県       | 香芝市       | 香芝市       | （下田西一丁目）                                                                  |                                                  |
| 奈良県道132号河合大和高田線                                 | 奈良県       | 大和高田市   | 大和高田市   | 築山                                                                              |                                                  |
| 奈良県道5号大和高田斑鳩線                                   | 奈良県       | 大和高田市   | 大和高田市   | 神楽                                                                              |                                                  |
| 奈良県道50号大和高田桜井線                                  | 奈良県       | 大和高田市   | 大和高田市   | 三和町                                                                            |                                                  |
| 国道166号・国道168号                                        | 奈良県       | 大和高田市   | 大和高田市   | 旭北町                                                                            |                                                  |
| 国道165号 国道166号 国道168号 奈良県道116号大和高田御所線   | 奈良県       | 大和高田市   | 大和高田市   | 今里                                                                              |                                                  |

※ 交差する場所の括弧書きは地名、それ以外は交差点名で表示

### 沿線

#### 大阪府
- 戎公園（ザビエル公園）
- 堺市立殿馬場中学校
- 大阪府立泉陽高等学校
- 堺東駅
- 田出井山古墳（百舌鳥耳原北陵）
- 方違神社
- 大阪刑務所
- 堺市駅
- 堺市立長尾中学校
- 近畿管区警察学校
- 金岡公園
  - 堺市金岡公園体育館
- 松原市立布忍小学校
- 近鉄南大阪線高見ノ里駅
- 近鉄南大阪線河内松原駅
- 河内大塚山古墳
- 島泉丸山古墳（雄略天皇陵）
- 大阪南消防組合 大阪南消防局 柏羽藤消防署 高鷲出張所
- イオン藤井寺ショッピングセンター
- 藤井寺市役所
- 西名阪自動車道藤井寺インターチェンジ
- 世界文化遺産 古市古墳群
  - 仲ツ山古墳（仲姫命陵） 、市ノ山古墳（允恭天皇陵）、鍋塚古墳等
- 近鉄南大阪線土師ノ里駅
- 近鉄南大阪線道明寺駅
- 大和川（石川橋）
- 河内国分駅

#### 奈良県
- 二上山
- 香芝市役所
- 近鉄下田駅
- 五位堂駅
- 築山駅
- 大和高田駅